# Wallins Creek
Wallins Creek és una població dels Estats Units a l'estat de Kentucky. Segons el cens del 2000 tenia 257 habitants.

## Demografia
Segons el cens del 2000, Wallins Creek tenia 257 habitants, 112 habitatges, i 73 famílies. La densitat de població era de 254,4 habitants/km².
Dels 112 habitatges en un 25% hi vivien nens de menys de 18 anys, en un 47,3% hi vivien parelles casades, en un 16,1% dones solteres, i en un 34,8% no eren unitats familiars. En el 29,5% dels habitatges hi vivien persones soles el 14,3% de les quals corresponia a persones de 65 anys o més que vivien soles. El nombre mitjà de persones vivint en cada habitatge era de 2,29 i el nombre mitjà de persones que vivien en cada família era de 2,86.
Per edats la població es repartia de la següent manera: un 23,7% tenia menys de 18 anys, un 3,5% entre 18 i 24, un 26,8% entre 25 i 44, un 28,8% de 45 a 60 i un 17,1% 65 anys o més.
L'edat mediana era de 42 anys. Per cada 100 dones de 18 o més anys hi havia 90,3 homes.
La renda mediana per habitatge era d'11.083 $ i la renda mediana per família de 16.563 $. Els homes tenien una renda mediana de 17.500 $ mentre que les dones 20.625 $. La renda per capita de la població era de 8.151 $. Entorn del 47,6% de les famílies i el 44,2% de la població estaven per davall del llindar de pobresa.

## Poblacions més properes
El següent diagrama mostra les poblacions més properes.